# 宮古そば

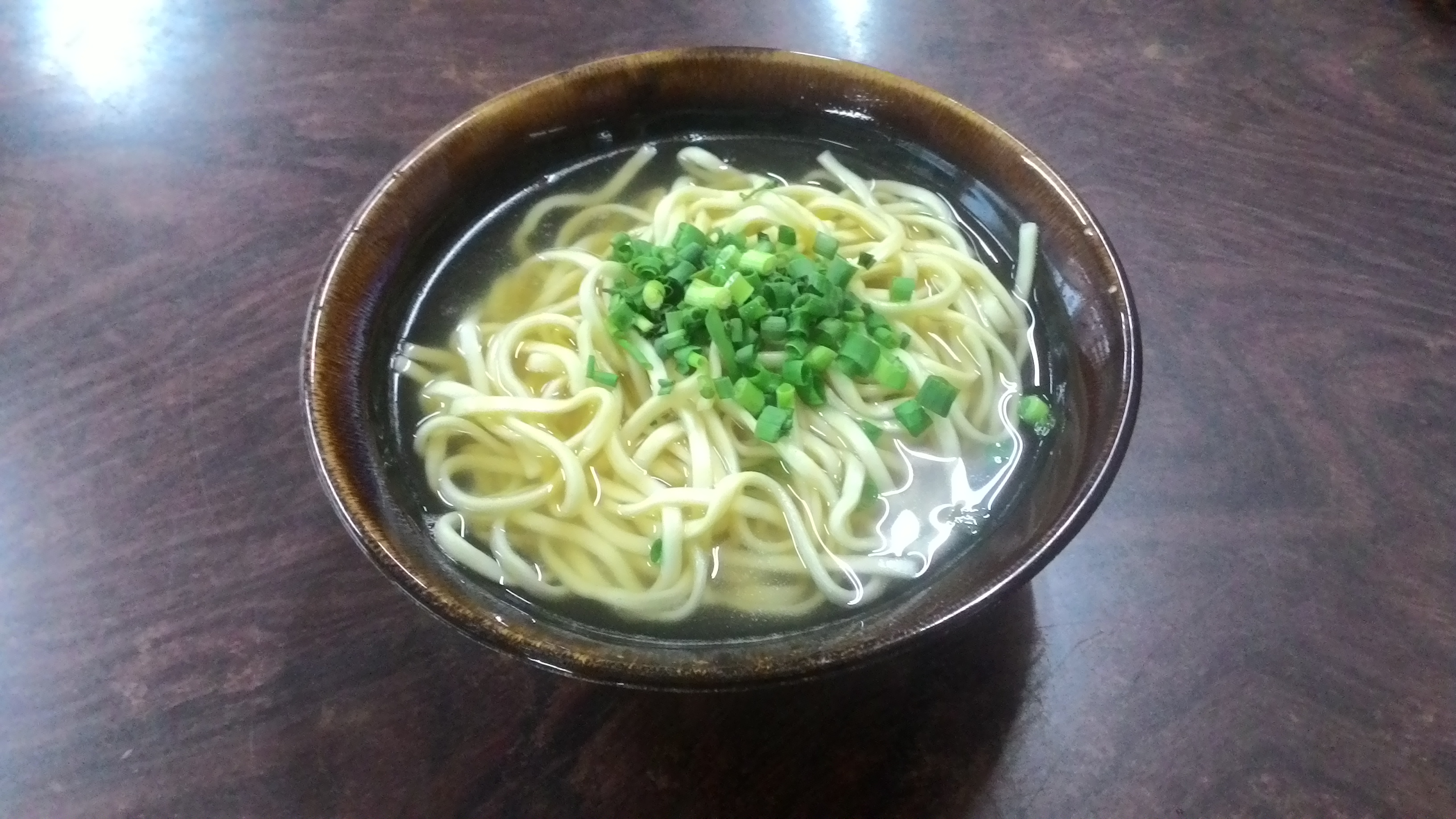
伝統的な宮古そば。具材は麺の下に隠されている。

宮古そば（みやこそば）は、沖縄県の宮古島発祥の沖縄そばである。

## 概要
伝統的な宮古そばの麺はストレート平麺で、スープがあっさりしている。スープはカツオ出汁を基本に豚や鶏の出汁を加える。
また、従来は具を麺の下に隠して提供していたことが最大の特徴であった。具を麺の下に隠すのは、「具を乗せられないほど困窮している」ことをアピールするためであり、高い年貢と関係があるとされている。旅行者向けの宮古そばでは具を麺の下に隠して提供されることは、ほとんどない。
店の場合は、カレー粉がテーブルに置かれていることも特徴に挙げられる。食べている途中でカレー粉を振りかけて、味に変化をつける。

### オリジナル
トマトやハーブを入れて、タイ料理とフュージョンさせたもの、白濁させたスープ、宮古味噌を用いたスープ、ゆし豆腐や車麩を具にしたもの、モズク麺を用いたものなど、個性的な宮古そばを提供する店も増えている。

## 類似料理との違い
沖縄そばと比較した場合、麺は細めで縮れも少ない。これは、麺の製造工程において、宮古島や石垣島といった離島部で製造される沖縄そばには「手もみ」工程が省略されているためである。なお、久米島の沖縄そばには手もみ工程が残されている。
八重山そばにはピパーツという香辛料が入るが、宮古そばには入らない。

## 定義
沖縄生麺協同組合は「本場 宮古そば」として10項目の定義を規則として組合会員に定めている。
ほぼ、沖縄そばの定義に同じであるが、宮古そばの定義は「沖縄県宮古島にて製造されたもの」であり、宮古そばには手もみ（工程）が存在しないため、該当する沖縄そばの条件は、宮古そばの定義にはない。